# Тайлер Мортон
Тайлер Мортон (англ. Tyler Morton; нар. 31 жовтня 2002, Волласі) — англійський футболіст, півзахисник клубу «Ліверпуль» та молодіжної збірної Англії.

## Клубна кар'єра
Тайлер Мортон народився 2002 року в місті Волласі, та є вихованцем юнацької команди футбольного клубу «Ліверпуль». У дорослому футболі дебютував 2021 року в складі команди «Ліверпуль», проте в першому сезоні виступів зіграв лише 2 матчі за клуб, і на сезон 2022—2023 років керівництво команди відправило молодого футболіста в оренду до клубу «Блекберн Роверз», де він став гравцем основного складу На сезон 2023—2024 років керівництво «Ліверпуля» віддало Мортона в оренду до клубу «Галл Сіті», де він також став гравцем основного складу. На початку сезону 2024—2025 років футболіст повернувся до складу «Ліверпуля».

## Виступи за збірні
У 2021 році Тайлер Мортон дебютував у складі юнацької збірної Англії, загалом на юнацькому рівні взяв участь у 3 іграх, у яких забитими голам не відзначився.
З 2023 року Мортон грає у складі молодіжної збірної Англії. Станом на середину жовтня футболіст зіграв у складі молодіжної збірної 5 матчів, у яких відзначився 1 забитим голом.

## Титули і досягнення

### Клубні
- Чемпіон Англії (1):

«Ліверпуль»: 2024-25

### Збірні
- Чемпіон Європи серед молодіжних команд: 2025